# 世田谷花みず木女流オープン戦
世田谷花みず木女流オープン戦（せたがやはなみずきじょりゅうオープンせん）は、二子玉川花みず木実行委員会、世田谷区、世田谷青少年将棋連盟が主催し、髙島屋玉川店、東神開発、きもの鈴乃屋玉川店、日本将棋連盟の後援により行われていた将棋の女流棋戦。2007年度創設の非公式戦で、決勝は例年04月29日の昭和の日に玉川高島屋S・Cで行われた。2020年-2022年は、新型コロナウイルス感染症の影響によるメインイベントの「二子玉川花みず木フェスティバル」の中止により、関連イベントである本棋戦も中止された。また、2023年5月時点で本棋戦の休止が明らかになった。

## 大会概要
- 将棋の日が2007年11月10日、11日に世田谷区の世田谷区民会館で開催されるのに伴い、創設された。第2回以降は二子玉川花みず木フェスティバルの一環として、若手女流棋士と世田谷区に縁のある奨励会・研修会（かつては女流育成会）会員などアマを加えた4名によるトーナメント方式。同日に小中学生の将棋大会である花みず木竜王戦も開催される。
- 第1回は、世田谷女流オープン戦の名称で行われ、予選が8月8日の東急百貨店将棋まつりで行われ、将棋の日に合わせ準決勝が11月10日に、決勝が11月11日公開対局で行われた。
- 第4回より鈴乃屋の協力により、和服での決勝対局となっている。
- 持時間は各10分（第4回まで5分）、切れたら30秒、振り駒で前後を決定する。
- また二回優勝で本大会は卒業となる。鈴木環那、中村真梨花、室谷由紀がそれで卒業となっている。
- 2018年の第11回大会はグランドチャンピオン大会として上記歴代優勝者と渡部愛が出場した。

## 歴代決勝結果
段級位は対局当時のもの。
| 回 | 対局日         | 優勝                | 準優勝              |
| -- | -------------- | ------------------- | ------------------- |
| 1  | 2007年11月11日 | 里見香奈女流初段    | 室田伊緒 女流1級    |
| 2  | 2008年04月29日 | 加藤桃子 奨励会6級  | 飯野愛 女流育成会員 |
| 3  | 2009年04月29日 | 香川愛生 女流2級    | 渡辺弥生 女流2級    |
| 4  | 2010年04月29日 | 室谷由紀 女流3級    | 山口恵梨子 女流初段 |
| 5  | 2012年04月29日 | 鈴木環那 女流初段   | 藤田綾 女流初段     |
| 6  | 2013年04月29日 | 鈴木環那 女流二段   | 室谷由紀 女流初段   |
| 7  | 2014年04月29日 | 中村真梨花 女流二段 | 加藤桃子 奨励会1級  |
| 8  | 2015年04月29日 | 中村真梨花 女流二段 | 室谷由紀 女流初段   |
| 9  | 2016年04月29日 | 室谷由紀 女流二段   | 渡部愛 女流初段     |
| 10 | 2017年04月29日 | 渡部愛 女流初段     | 塚田恵梨花 女流2級  |
| 11 | 2018年04月29日 | 中村真梨花 女流三段 | 渡部愛 女流二段     |
| 12 | 2019年04月29日 | 和田あき 女流初段   | 頼本奈菜 女流初段   |

## エピソード
- 世田谷区出身の飯野愛は、父の飯野健二と共に世田谷区の将棋教室で指導を務めている縁もあり[2][3]、2017年まで、第1回から第10回大会まで毎回出場していた（女流育成会・研修会時代から）。
- 2011年は東日本大震災の影響があり、開催されなかった[4]。
- 2020年 - 2022年は新型コロナウイルス感染症の影響により、開催されなかった。
- 2023年5月時点の日本将棋連盟のウェブサイトにおいて、休止棋戦の一つとして「世田谷花みず木女流オープン戦」が表記されたことにより、本棋戦の休止が明らかになった[1]。

## 参照
1. 1 2  「日本将棋連盟主催棋戦一覧」（2023年5月19日時点）の「終了・休止棋戦一覧」に「世田谷花みず木女流オープン戦」が記載されている。
2. ↑  “下北沢・飯野将棋教室愛棋会｜日本将棋連盟”.  日本将棋連盟. 2017年4月30日閲覧。
3. ↑  “下北沢・飯野子供将棋教室｜日本将棋連盟”.  日本将棋連盟. 2017年4月30日閲覧。
4. ↑  “二子玉川で「花みず木フェス」－高島屋・二子玉川ライズもコラボ - 二子玉川経済新聞”.   二子玉川経済新聞 (2012年4月24日). 2021年9月24日閲覧。